# Inazuma Eleven 2
Inazuma Eleven 2: Kyoui no Shinryakusha (イナズマイレブン2 脅威の侵略者) é a segundo jogo de Inazuma Eleven para Nintendo DS. Existem duas versões: Fire e Blizzard. Este jogo foi lançado na Europa no 1º trimestre de 2012.

## Story Mode
Após os acontecimentos do primeiro jogo (Inazuma Eleven ), o time de futebol da Raimon retorna a sua escola onde são surpreendidos por supostos alienígenas que destroem a escola. Descobre-se então que eles estão atacando todos os colégios do país. O seu time é então desafiado para uma partida contra os aliens, onde demonstram uma força esmagadora. Após ser derrotado, seu time é apresentado a uma nova treinadora, cujo objetivo é fortalecer a equipe. É apresentado o novo meio de transporte, a Caravana Relâmpago, utilizada pelos jogadores para viajar pelo Japão e impedir que os alienígenas destruam outras escolas.

## Match Mode
O jogo é dividido em duas partes: uma se assemelha a um RPG, com diversos locais que Endou e sua equipe têm para explorar a fim de obter novos itens, enfrentar vários outros jogadores em batalhas no mundo aberto, ou para avançar na história. Como em todo RPG, é necessário fortalecer sua equipe, uma das maneiras de conseguir isso é recrutando novos jogadores. Todos os adversários encontrados nas "batalhas de ruas" podem ser chamados para seu clube, assim como todos os integrantes de outras escolas podem ser recrutados. Cada jogador é único, possuindo habilidades e estatísticas diferentes, habilidades essas que podem ser definidas em 5 tipos: chute, drible, roubo, defesa e passiva.
A segunda parte são as partidas em si: usando a stylus, o jogador move o time de futebol livremente, podendo controlar o movimento dos jogadores e para onde a bola será passada, além de contar com 2 botões auxiliares. Um é o botão de pausa, podendo assim parar a partida para coordenar a próxima jogada, e o outro é o botão de chute a longa distância, já que algumas técnicas podem ser realizadas de longe, é um botão muito útil.
Quando dois personagens adversários se encontram em campo, há duas possibilidades de movimento, se estiver com a posse de bola, você poderá realizar ou um drible normal ou uma técnica especial de drible. Se o adversário possuir a bola, você poderá realizar um roubo de bola normal ou uma técnica especial de roubo. Na hora de fazer gols, você poderá chutar normalmente ou com uma habilidade de chute, para defender um chute, pode-se se usar uma defesa normal com o goleiro ou uma habilidade especial. O resultado de qualquer das ações de seus jogadores são determinadas por suas estatísticas, nível e o número total de jogadores participando de uma ação. Habilidades especiais são comuns no jogo, utilizá-las com sabedoria ajuda muito para tentar vencer uma partida.

## Connection mode
Os jogadores são capazes de jogar um contra o outro pelo modo sem fio.

## Two Games
Existem duas versões do jogo: Fire e Blizzard. As diferenças entre as versões são a abertura, time e jogadores secretos diferentes, a história é a mesma nas duas versões.